# Phoenix (Film)
Phoenix ist ein deutscher Historienfilm von Christian Petzold aus dem Jahr 2014 mit Nina Hoss, Ronald Zehrfeld und Nina Kunzendorf in den Hauptrollen. Der deutsche Kinostart war am  25. September 2014.

## Handlung
Der Film spielt in Deutschland im Herbst 1945 kurz nach dem Ende des Zweiten Weltkriegs. Die Jüdin Nelly Lenz wird nach ihrer Gefangenschaft im KZ Auschwitz von ihrer Freundin Lene mit dem Auto nach Berlin gebracht. Nelly überlebte ihre Erschießung im Lager, hat aber dabei schwere Gesichts- bzw. Kopfverletzungen erlitten. Diese werden durch eine Gesichtsoperation behoben, aber ihr Aussehen ist verändert. Lene, die bei der Jewish Agency arbeitet, kümmert sich intensiv um Nellys Wohlergehen und forscht in Archiven nach dem Schicksal der Angehörigen von Nelly. Sie findet heraus, dass ihre ganze Familie umgebracht worden ist und Nelly eine beträchtliche Summe geerbt hat.
Außer Lene weiß niemand, dass Nelly überlebt hat. Lene möchte, wenn alle Erbschaftsangelegenheiten geregelt sind, gerne mit Nelly zusammen nach Palästina auswandern. Doch Nelly will von diesem Plan wenig wissen. Sie will stattdessen ihren Mann Johnny wiedersehen. Johnny war früher Klavierspieler und Nelly Sängerin. Da Lene herausgefunden hat, dass Johnny Nellys Versteck an die Nazis verraten hatte, ist sie von dieser Idee nicht begeistert.
Nelly glaubt Lene nicht, dass Johnny sie verraten hat, und macht sich alleine auf die Suche nach ihm. Als sie ihn in dem Nachtclub Phoenix findet, erkennt er seine Ex-Frau nicht. Er ist davon überzeugt, dass sie tot ist. Er bemerkt nur die große Ähnlichkeit und macht ihr ein Angebot: Sie soll Nellys Rolle spielen, damit er an die Erbschaft der vermeintlich Verstorbenen herankommt. Nelly, die sich als „Esther“ vorgestellt hat, lässt sich darauf ein.
Nelly zieht bei Johnny ein und bekommt von Johnny beigebracht, wie sie Nelly zu spielen hat. Sie übt das Gehen, die Handschrift und die Art, wie sich Nelly geschminkt hat. Johnny, auch Johannes genannt, hält sie auf Distanz, jedoch wird ihre Beziehung ein bisschen besser. Sie planen die „erste Ankunft“ von Nelly. Lene erfährt von Nellys Plänen, ist enttäuscht und will das Spiel nicht mitspielen. Lene fragt Nelly, wann sie vorhabe, Johnny die Wahrheit über ihre Identität zu verraten.
Nelly geht stets verschleiert aus dem Haus, da Johnny Angst hat, man könne sie als Nelly wiedererkennen. Bei einem Spaziergang reden Nelly und Johnny über frühere Spaziergänge. Als plötzlich eine Gruppe von Männern vorbeikommt, küsst Johnny Nelly, um ihr Gesicht zu verstecken.
Eines Tages fährt Johnny Esther/Nelly zu einem Wirtspaar in der Nähe des früheren Verstecks von Nelly. Sie wird als Nelly wiedererkannt und freundlich von der Frau eingeladen. In dem Gespräch findet Nelly heraus, dass Johnny kurz nach ihrer Verhaftung zu Nellys Versteck kam. Nelly geht zu ihrem früheren Versteck und wird von Johnny verfolgt. Auf dem Weg nach Hause fragt Nelly, ob Johnny seine Frau verraten habe. Er gibt keine Antwort und spricht stattdessen von der geplanten „ersten Ankunft“ Nellys.
Als Nelly später Lene besuchen will, findet sie heraus, dass diese Tage zuvor Selbstmord begangen hat. Lene hat Nelly einen Brief hinterlassen, in dem sie preisgibt, dass Johnny sich von Nelly hatte scheiden lassen – einen Tag vor Nellys Verhaftung. Johnny bringt Nelly zu einem Hotel. Am nächsten Tag soll sie von dort aus die Bahn nach Berlin nehmen. Johnny sagt, er müsse Nelly kurz eine Wunde zufügen, damit sie (Esther) eine Ausrede für ihre fehlende Häftlingsnummer hat. Da Nelly anfangs behauptet hatte, KZs nur aus Berichten zu kennen, sie als KZ-Insassin aber eine eintätowierte Nummer hat, sperrt sie sich im Badezimmer ein und zieht den Revolver, den Lene ihr anfangs gegeben hatte, und die Scheidungsurkunde aus ihrer Tasche. Johnny lässt dann von seinem Vorhaben ab.
Am nächsten Tag steigt Nelly nach Plan am Hauptbahnhof in Berlin aus und trifft das erste Mal nach dem Krieg auf ihre Freunde. In einer späteren Teerunde reden die Freunde darüber, wie Johnny und Nelly früher zusammen Konzerte gegeben hatten. Nelly lädt ihre Freunde ins Haus und fordert Johnny auf, den Song „Speak Low“ zu spielen. Er spielt das Lied zögernd in der Befürchtung, die falsche Nelly könnte sich dabei verraten, und auch Nelly fängt zuerst nur zaghaft an zu singen. Sie findet dann ihre Stimme und lässt dabei ihren Ärmel hochrutschen. Johnny, der Nellys Stimme immer besser erkennt, sieht ihre tätowierte Häftlingsnummer und hört den Tränen nahe auf zu spielen. Nelly singt das Lied zu Ende, nimmt ihren Mantel und verlässt das Haus.

## Filmmusik
Das Lied Speak Low aus dem Musical One Touch of Venus von Kurt Weill spielt eine zentrale Rolle in dem Film.

## Hintergrund
Die Handlung des Films basiert auf dem Krimi Le retour des cendres (1961, deutscher Titel: Der Asche entstiegen, englischer Titel: Phoenix from the ashes) von Hubert Monteilhet (1965 als Eine Tür fällt zu verfilmt) sowie auf der Kurzgeschichte Ein Liebesversuch von Alexander Kluge. Außerdem ist Phoenix beeinflusst von den Filmen Vertigo – Aus dem Reich der Toten von Alfred Hitchcock und Les yeux sans visage (1960) von Georges Franju. Er verwendet das Motiv des Mannes, der eine Frau nach dem Vorbild einer geliebten verstorbenen Frau formen will und erst spät erkennt, dass es dieselbe Person ist.
Das Foto, das Johnny Nelly gibt, damit diese ihr Aussehen nach diesem Vorbild verändern soll, zeigt die Schauspielerin Hedy Lamarr.
Der Film ist Fritz Bauer gewidmet.

## Kritik
Christian Buß lobt den Film im Spiegel: „Petzold bereitet die Nachwirkungen des Genozid an den Juden […]  in „Phoenix“ als aufwühlendes und doch hoch präzises Krimi-Melodram auf. So wird das klassische Genrekino zur Möglichkeit, die Grenzen des starren deutschen Geschichtskinos zu weiten. Endlich.“
Ebenfalls im Spiegel kritisiert ihn Georg Diez: „Die Deutschen hausen in Löchern und hungern, die Juden residieren in Villen und haben eine Haushälterin – ist jemandem von der Produktion mal aufgefallen, dass so eine irrwitzige Darstellung genau die Vorurteile spiegelt, mit denen sich der Judenhass äußert? … Was für ein Duldsamkeitsapostel müsste diese Frau sein, dass sie nicht zusammenbricht, als sich ihre Freundin Lene, die Nelly gerettet und umsorgt hat und die mit ihr nach Palästina gehen wollte, einfach umbringt – was übrigens ist hier genau die geschichtspolitische Aussage? … Was „Phoenix“ aber fast exemplarisch vorführt, ist das Scheitern eines privatistischen Verständnisses von Politik – Petzolds Versuch, das Riesenverbrechen auf Kammerspielgröße zu quetschen, und seine diffuse Sicht auf Geschichte als eine Aneinanderreihung von Zuständen …“
Cristina Nord schreibt in der Taz, dass der Film „einen harten, die Deutschen nicht schonenden Blick auf den Nationalsozialismus“ werfe. „Anders als so viele Geschichtsmovies der letzten Jahre sucht Petzold nicht nach irgendwie anständig gebliebenen deutschen Figuren oder nach Nachkriegsopfererzählungen … Die Klarheit, mit der „Phoenix“ die Möglichkeit einer Liebe zwischen einem nichtjüdischen Deutschen und einer jüdischen Deutschen verwirft, macht es unmöglich, die NS-Verbrechen aus den Augen zu verlieren.“
Julia Dettke meint in der ZEIT: „Phoenix ist ein fesselnder, ästhetisch exakt durchkomponierter Film mit zwei großartigen weiblichen Hauptdarstellerinnen (besonders Nina Kunzendorf kann über ihre Tatort-Rolle weit hinauswachsen). Aber was hier ausnahmsweise noch entscheidender ist: Es ist ein Film, der es sich nicht leicht macht. Keine einfachen Lösungen, keine binären Oppositionen.“
Im Perlentaucher sagt Lukas Foerster: „Exakt bis vor die Tore der Lager gelangt dieser Film, gelangt auch Petzolds Werk. Dem faschistischen Terror und dem Genozid nähert es sich strikt von der Gegenwart her an. Petzolds Kino ist ein Kino nicht über, sondern nach den Lagern; beziehungsweise: ein Kino über die Bedingungen der Möglichkeit von Kino nach den Lagern.“
Kenneth Turan beschreibt Phoenix in der Los Angeles Times als ein berauschendes Hexengebräu, zu gleichen Teilen Melodrama und Moralparabel, das auf kühne Weise verschiedene Elemente unwiderstehlich und verstörend zusammenfüge. Phoenix werde dabei unterstützt durch eine delikate und nuancierte Darstellung von Nina Hoss, der deutschen Schauspielerin ihrer Generation.
Für den Filmkritiker der New York Times, A. O. Scott, ist der Film nie weniger als faszinierend, intelligent und makellos erzählt. Petzold mache gewandte und spannende Unterhaltung, die sich jedoch nicht sicher sei, ob sie mehr sein wolle oder könne. Am ehesten komme es dazu am Ende des Films, bei dem das ganze Gewicht von Grausamkeit, Verrat und Hoffnung in einen altbekannten Song einfliesse.
Um mit dem Ende zu beginnen, kulminiert der Film für Joe Morgenstern vom Wall Street Journal in einem Moment unaussprechlicher Schönheit durch die Kraft einer einzigen menschlichen Stimme. Christian Petzolds Drama sei schön und voll mysteriöser Kraft von Anfang bis Ende. Eine Geschichte von verlorener Liebe und verlorener Identität im ausgebombten Berlin nach dem Holocaust werde erzählt als ein Film noir mit Elementen des Science Fiction. Es sei ein gewagtes Kunstwerk, das Logik dadurch transzendiere, indem es das Herz direkt anspreche mit der visuellen und dramatischen Sprache gängiger Filmkonventionen.

## Auszeichnungen
- 2014: Preis der internationalen Filmkritik (FIPRESCI-Preis) auf dem Filmfestival San Sebastián[14]
- 2015: Spezielle Erwähnung bei der Vergabe des SIGNIS Award auf dem Hong Kong International Film Festival
- 2015: Nominierung für den Preis der deutschen Filmkritik in der Kategorie „Bester Spielfilm“
- 2015: Nominierung für den Preis der deutschen Filmkritik in der Kategorie „Beste Musik“
- 2015: Nominierung für den Jupiter in der Kategorie „Beste deutsche Darstellerin“ (Nina Hoss)
- 2015: eine Nominierung für den Deutschen Filmpreis (Beste Hauptdarstellerin – Nina Hoss), ein Gewinn (Beste Nebendarstellerin – Nina Kunzendorf)
- 2015: Nominierung für den deutschen Hörfilmpreis in der Kategorie Kino für die von Romanus Fuhrmann gesprochene Audiodeskription[15][16]